# Brand New Vibe
Brand New Vibe（ブラン ニュー バイブ）は、2007年10月に結成し、2011年9月7日にメジャーデビューを果たした東京都町田市出身・在住の男性6人組キミゴコロエモポップバンド。愛称はBNV（ビーエヌブイ）・ブランニュー。所属事務所はゲットバック・エンタテインメント、レーベルはユニバーサルD、公式ファンクラブは『Brand New Family+』

## メンバー
※名前（ふりがな）（本名（ふりがな）、カラー、担当、生年月日（年齢）、血液型、備考）の順
- KEI（けい）（林 敬太郎（はやし けいたろう）、 赤、VOX・熱血、1987年5月7日（38歳）、不明、リーダーを兼任）
- Nobu（のぶ）（舘 伸夫（たて のぶお）、 青、Vocal&Guitar・王子、1987年11月16日（37歳）、AB型、最年少）
- Ryo（りょう）（松岡 諒（まつおか りょう）、 黄色、Guitar・笑顔、1985年8月29日（39歳）、O型、最年長）
- SHIGE（しげ）（広重 和俊（ひろしげ かずとし）、 茶色、Keyboard・髭、1987年5月18日（38歳）、B型）
- yuya（ゆうや）（大西 祐矢（おおにし ゆうや）、 緑、Bass・眼鏡、1987年7月13日（37歳）、A型）
- MAa（まぁ）（守 将史（もり まさふみ）、 ピンク、Drums・赤髪男、1987年7月26日（37歳）、O型）

## 概要
- 2007年10月に東京都立小川高等学校でKEI（VOX兼リーダー）を中心に中学高校の同級生同士で前身となるバンドを結成[2] したものの一度は音楽の道を離れることになる。しかし、2008年の成人式で再会したことがきっかけで活動を再開する。2010年より現在の形態で活動を始める（来歴）。
- KEIとNobu（Vocal&Guitar）のボーカルについては、次の通りである。
  - 『KEIの熱く胸を刺すストレートな歌声と魂の叫びとも言えるライブMC、それとは対照的なNobuの甘く響き渡る歌声が特徴的であるツインボーカルに骨太なバンドサウンドが合わさり独自の世界観を生み出す。』
  - 『KEIの畳み掛けるラップに、エモーショナルな美声ヴォーカルNobuとの絶妙なコンビネーションが織り成すグルーヴは一度耳にしたら離れない中毒性を持つ。』
- Brand New Vibeのファンのことを「Brand New Family（ブラン ニュー ファミリー、愛称はBNF（ビーエヌエフ））」と呼び、特に男性のBrand New Vibeのファンのことを「メンズBrand New Family（愛称はメンズBNF）」と呼ぶ。
- Brand New Vibeの名前の由来は、「日本の音楽業界に真新しい波動、新しい力を生み出して頑張って行こう！」という意味を込めて結成当初お世話になっていた方から名付けてもらった。
- 女子中高生からの絶大な支持を受けクチコミで話題となっている[要出典]。
- インディーズ時代から路上ライブやインストアライブを主軸に活動している。
- 目的地までの移動手段として「ハイエース1台」を使用して全国を駆け巡っている。
- 2011年に兼ねてからの夢だったメジャーデビューを果たした。
- 2011年のインストアイベントは北は岩手県盛岡市、西は兵庫県明石市まで計138本を行う。
- 2012年は1月に九州、6月に北海道でのインストアライブを実施。2011年を上回るペースでライブを敢行。
- 2014年は初の自主企画を開催され、4月から半年間TSUTAYA O-WESTにて実施。
- 2015年はファンとの約束を果たし、赤坂BLITZをソールドアウトさせた。
- 2015年秋のワンマンライブツアーは10公演中、9公演がソールドアウトさせた[3]。
- 2016年1月のツアーファイナルは、初のZepp DiverCity(TOKYO)でのワンマンライブを開催。ソールドアウトに届かなかったが、全国から駆け付けた約2000人と共に大盛況に終えた[4]。
- 2016年は初の全国ツーマンライブツアーを11箇所12公演で開催。全国に彼らが「町田」から来たということをアピールすると共に「町田」の看板を掲げて対バンに挑み、伝説を作り上げた。
- 2016年秋には全国ワンマンライブツアーを昨年のツアーから5エリアに拡大し、全国15箇所16公演で開催。翌年1月のグランドファイナルは昨年と同様にZepp DiverCity(TOKYO)でリベンジに挑んだ。
- 2017年は春から夏にかけて全国ワンマンツアーをスタートし、ツアーファイナルは彼らの聖地である町田市民ホールで開催。
- 2017年から2018年にまたぎ開催された、彼ら史上最多最長となったワンランライブツアーをスタートし、グランドファイナルは彼ら史上最大規模の会場となった新木場STUDIO COASTで開催。
- 2018年4月2日、メンバーを取り巻く様々な理由によりバンドの離散を発表。
- 多くのファンに惜しまれながらも同年9月24日に行われたマイナビBLITZ赤坂でのワンマンライブを最後に離散。
- 同年10月よりVOX兼リーダーの敬太郎が、バンド名である「Brand New Vibe」をたった一人で継承し、活動を再開。
- 2021年4月、「Brand New Vibe」から“けいたろう”に活動名を変更。

## 来歴

### 2007年
- 10月 : 「Brand New Vibe」の前身バンドを結成。

### 2008年
- 9月5日 : indies 1st miniアルバム「Melody」を発売し、インディーズデビュー。収録曲の「Melody」がTOKYO MX「TOKYOモーニングサプリ」のエンディング曲、tvk「全国高等学校野球選手権大会神奈川県予選大会」の挿入歌、ボクシング日本ライト級チャンピオン近藤明広選手入場曲に起用。また、着うたサイト「re-Direct.フル」で着うた®デイリーランキング1位を獲得。
- 9月14日 : レコ発ライブ、八王子RIPS にて開催（ソールドアウト）。

### 2009年
- 12月18日 : サポートメンバーだったRyo（Guitar）・SHIGE（Keyboard）が正式加入し、6人編成となる。2010年より現在の形態で活動を行う。

### 2010年
- 3月28日 : 初ワンマンライブ「Brand New VibeのワンマンParty Night☆ Vol.1」、LIVE GATE TOKYO にて開催（ソールドアウト）。
- 4月20日 : indies 1stシングル「Dive to Summer!! / Life」を発売。
- 9月 : 「Get it Now!!」が町田市広報TV「まちテレ」のテーマソングに起用。
- 11月30日 : indies 2ndシングル「JAM」を発売。ボクシング日本ライト級チャンピオン近藤明広選手入場曲、K-mix2011年5月度 Mega Push Track に起用。

### 2011年
- 1月7日 : 「Brand New VibeのワンマンParty Night☆ Vol.2」、SHIBUYA BOXXにて開催（ソールドアウト）。
- 1月19日 : 六本木morph-tokyoで行われたライブでメジャーデビューの決定を発表。
- 3月 : オフィシャルブログがGREEミュージシャンアクセスランキングで7位を獲得。
- 4月2日 : K-mixの初のラジオレギュラー番組「Brand New VibeのShare音Radio♪（毎週土曜日24:00 - 24:30）」がスタート。
- 5月20日 : NAYUTAWAVE RECORDSよりメジャーデビュー決定。
- 6月23日 : 「NAYUTAWATE presents新人コンベンション『ナユタジェットストリームアタック2011』」、トップバッターで出演。
- 7月20日 : インディーズで最後のワンマンライブ「Brand New VibeのワンマンParty Night☆ Vol.3」、Shibuya O-WESTにて開催（ソールドアウト）。
- 8月 : 1stシングル「JUST GO!!」がユニバーサルモバイル着うたフル・着ムービーウィークリーランキングで1位を獲得。
- 9月7日 : 1stシングル「JUST GO!!」を発売し、メジャーデビュー[2]。発売記念イベントをラクーアにて開催[5]。
- 11月16日 : GREEミュージシャンブログランキングで1位を獲得。
- 12月20日 : 「Brand New VibeのワンマンParty Night☆ Vol.4~2011大忘年会~」、代官山UNITにて開催（500名ソールドアウト）[6]。

### 2012年
- 1月7日 : bayfmのレギュラーラジオ番組「Brand New Vibeの“キミゴコロ”エモトーク♪（毎週土曜日24:30 - 24:57）」がスタート[7]。
- 1月11日 :  2ndシングル「恋愛シンドローム」を発売。同日付オリコンチャートデイリーランキング25位を獲得。メ～テレ制作「キングコングのあるコトないコト」2012年1月度エンディングテーマに起用。収録曲の「大気圏DRIVE」がホワイトピアたかすのCMソングに起用。
- 3月20日 : 3rdシングル「キミへ」が先行配信。同日付レコチョクデイリーランキング総合3位、同日付レコチョク「ロック・うた」デイリーランキング1位、2012年3月度マンスリーランキング1位を獲得。
- 3月31日 : 「Brand New VibeのワンマンParty Night☆ Vol.5~Brand New Myself~」、Shibuya O-WESTにて開催（ソールドアウト）。
- 4月11日 : 3rdシングル「キミヘ」を発売。同日付オリコンチャートデイリーランキング15位、レコチョク「ロック・うた」上半期ランキング総合1位を獲得。日本テレビ系列「ハッピーMusic」2012年4月度POWER PLAY、日本テレビ系列「音龍門」2012年4月度Baby Dragon's Gate、メ～テレ制作「キングコングのあるコトないコト」2012年4月度エンディングテーマ、新潟総合テレビ「スマイルスタジアムNST」2012年4月度エンディング、ミヤギテレビ「ちょっとブレイクタイム」2012年4月度エンディングに起用。
- 4月17日 : FM愛知の公開録音レギュラーラジオ番組「Brand New Vibeのアスナルトレジャー（毎週金曜日20:30 - 21:00）」がスタート（2014年3月まで放送、4代目ラジオパーソナリティ）。
- 6月20日 : 4thシングル「Life ~生まれてくれてありがとう~」を発売。同日付オリコンチャートデイリーランキング15位、同日付レコチョクデイリーランキング総合2位、2012年6月度全国FM/AM総合オンエアチャート1位を獲得。全国ラジオ23局でのパワープレイやテーマソング、日本テレビ系列「ハッピーMusic」2012年6月度POWER PLAY、日本テレビ系列「音龍門」2012年6月度Baby Dragon's Gateに起用。
- 7月23日 : 地元・町田市より町田シティセールス隊（町田市観光大使）に任命[8]。
- 7月28日 : 「Brand New VibeのワンマンParty Tour☆ Vol.1~名古屋編~」、ell FITS ALL」にて開催。
- 8月4日 : 「K-mix presents Brand New VibeのShare 音 Live♪」、浜松FORCE にて開催。
- 8月8日 : 1st fullアルバム「COLORS」を発売。収録曲の『歩幅』がTBS系列「ひるおび!」エンディンテーマに起用。
- 8月18日 : 「Brand New VibeのワンマンParty Tour☆ Vol.1~仙台編~」、LIVE HOUSE enn 2nd にて開催。
- 8月26日 : 「Brand New VibeのワンマンParty Night☆ Vol.6~夏のLIQUID1000人祭り~」、LIQUIDROOM ebisuにて開催（ソールドアウト）[9]。
- 12月18日 : 配信限定シングル「僕のキモチ」を発売。同日付レコチョク「ロック・うた」ウィークリーランキング1位、同日付レコチョクデイリーランキング総合3位を獲得。

### 2013年
- 3月24日 : 「Brand New VibeのワンマンParty Night☆ Vol.7~赤坂BLITZお久しぶりっす~」、赤坂BLITZにて開催[10]。
- 3月30日 : 「Brand New VibeのワンマンParty Night☆ Vol.8~春の東海1000人祭り!~」、名古屋ダイアモンドホールにて開催[11]。
- 4月10日 :  5thシングル「Vivid Days」を発売。テレビ朝日系列「Break Out」2013年4月度オープニング・トラックに起用。
- 7月27日 : 「Brand New VibeのワンマンParty Tour☆ Vol.2~2013~ in 仙台」、仙台MACANAにて開催。
- 8月7日 :  6thシングル「Superstar」を発売。2013年度さくらんぼテレビイメージソングに起用。
- 8月16日 : 「Brand New VibeのワンマンParty Tour☆ Vol.2~2013~ in 名古屋」、Electric Lady Landにて開催。
- 8月18日 : 「Brand New VibeのワンマンParty Tour☆ Vol.2~2013~ in 大阪」、梅田Shangri-La にて開催。
- 8月23日 : 「Brand New VibeのSecret Beach Party ~2013夏~」、SEACRET BOX BY OTODAMAにて開催。
- 11月6日 : 1st DVD「Superstar Music Video」を発売。

### 2014年
- 2月5日 :  7thシングル「Glasses-ココロのメガネ-」を発売。同年1月28日付レコチョクデイリーランキング総合2位を獲得。テレビ朝日系列「Break Out」2014年2月度エンディング・トラックに起用。
- 3月13日 : 「Brand New Vibe × ミラクルマーチ ~Machida Revolution !!~」、町田市民ホールにて開催。
- 4月18日 - 9月20日 : 「Brand New VibeのTOKYO LIVE Kingdom☆」、TSUTAYA O-WESTにて開催。
  - 7月25日 : 「Brand New VibeのOTODAMA LIVE Kingdom☆」、OTODAMA SEA STUDIOにて開催。
- 8月6日 : 8thシングル「TOKYO ZOMBIE」を発売。それに伴い、8月5日から10日まで発売週イベントを開催[12]。
- 8月26日 – 28日 : 「WHITE JAM / Brand New Vibe / LIFriends 3マンライブ」、INSA（福岡県）・ell.FITS ALL（愛知県）・渋谷VUENOS（東京都）にて開催。
- 9月7日 : 「Brand New Vibe TOKYO ZOMBIEリリースPARTY &メジャーデビュー3rd.Anniversary」、柏PALOOZAにて開催。
- 9月10日 : 2nd DVD「TOKYO ZOMBIE MUSIC VIDEO」を発売。
- 11月7日 : 「Brand New VibeのNagoya LIVE Kingdom☆」、ElectricLadyLandにて開催。
- 11月8日 : 「Brand New VibeのOsaka LIVE Kingdom☆」、ESAKA MUSEにて開催。
- 11月15日 : 「Brand New VibeのFukuoka LIVE Kingdom☆」、DRUM SONにて開催。
- 11月22日 : 「Brand New VibeのYamagata LIVE Kingdom☆」、ミュージック昭和Sessionにて開催。
- 11月23日 : 「Brand New VibeのSendai LIVE Kingdom☆」、LIVE HOUSE enn 2ndにて開催。
- 12月3日 : 2nd fullアルバム「COLORS2」を発売。それに伴い、12月2日から7日まで発売週イベントを開催[13]。
- 12月12日 - 14日 : BNF+会員限定海外ツアー第1弾「Brand New Vibeファンツアーin GUAM」、グアムにて開催。
- 12月31日 : 「1万人のカウントダウンセレブレーション 2014-2015 in NEWレオマワールド」、NEWレオマワールド（香川県）にて開催。

### 2015年
- 1月3日 : 「Brand New Family+ MEETING ~新春大新年会 2015~」、六本木morph-tokyoにて開催。
- 1月13日 : 「BNV赤坂BLITZ完売記念ツイキャス（初ツイキャス）」、20:00より Brand New Vibe公式アカウント にて配信。
- 1月18日 : 「Brand New VibeのワンマンParty Night☆ Vol.9~だったらソールドアウトにしてみなさい。by社長~」、赤坂BLITZにて開催（ソールドアウト）。
- 2月28日 : 「Brand New Vibeの裏ワンマンParty Night☆ ~BLITZ完売ありがとう!! 騒ぎ足りないヤツらの後夜祭!!~」、柏PALOOZA にて開催。
- 3月14日 : 「BNVからホワイトデー! ~日頃の感謝をカレー（華麗）に返します☆~」、愛知県名古屋市某所にて開催。
- 3月22日 - 4月5日 : 「A.F.R.O×Brand New Vibe presents ♂!!♀!! PARTY NIGHT!!~ツーマンツアー2015~」を開催[14]。
- 4月15日 : 3rd LIVE DVD「BNV LIVE FILM Vol.1 ~That's... Brand New Vibe!!~」を発売[15]。「帰ってきた!Brand New VibeのTokyo LIVE Kingdom☆リリース編 ~ BNV LIVE FILM Vol.1 ~」、TSUTAYA O-WESTにて開催。
- 6月17日 : 「palooza presents Brand New Vibe ROAD TO Zepp DiverCity Brand New Vibe vs LoVendoЯ」、柏PALOOZAにて開催。
- 6月24日 : 1st miniアルバム「夏コレ」を発売。それに伴い、6月23日から28日まで発売週イベントを開催[16]。また、収録曲の『セクシー☆ビーチ』がテレビ朝日系列「Break Out」2015年6月度エンディング・トラックに起用。
- 7月16日 : Brand New Vibe公式LINEアカウントを開始（外部リンク）[17]。
- 7月17日 : 「jealkb VS Brand New Vibe ツーマンライブ」、新宿ReNY にて開催。
- 7月18日 : 「ブランニュー学園開校!BNV先生と行く!ヒミツの林間学校☆」、小宮ふるさと自然体験学校 にて開催。
- 7月24日 : 「今年もやってきた!Brand New Vibe×OTODAMA~灼熱のセクシー☆ビーチONE MAN!!~」、音霊OTODAMA SEA STUDIOにて開催。
- 8月2日 - 9日 : 「知らないの!?ヤツらがウワサのBNV! ~全国ワンマンツアーソールドアウトへの道~」を開催[18]。
- 8月5日 : 4th DVD「“SEXY☆BEACH” Music Video」を発売。「『SEXY☆BEACH Music Video(DVD)』発売日イベント 町田ターミナルプラザ ミニライブ&サイン会」、町田ターミナルプラザ 2F 市民広場にて開催。
- 8月16日 : 「palooza presents Brand New Vibe ROAD TO Zepp DiverCity Vol.2 “THE 夏祭りspecial”」、柏PALOOZAにて開催。
- 9月6日 : 「Brand New Vibe夏祭り! ~デビュー4周年だよ!全員集合!~」、五日市会館 にて開催。
- 9月21日 : 男性BNF大集合企画の第1弾「男性BNF限定イベント!!BNV山岳男塾~男祭り実現への道!!~」を開催。
- 10月3日 - 12月6日 : 「Brand New Vibeワンマンライブツアー2015~Voyage to Nautical Star!!~」を開催[19]。町田公演のソールドアウトに伴い、各会場でソールドアウト記念特典を実施[20]。
- 11月4日 : 9thシングル「Silent Snow / iCE」を発売。それに伴い、11月3日から8日まで発売週イベントを開催[21]。また、収録曲の『iCE』が映画「復讐したい」の挿入歌に起用[22]。
- 12月15日 : 「palooza presents Brand New Vibe ROAD TO Zepp DiverCity Vol.3 “Zepp DiverCity直前壮行会!”」、柏PALOOZAにて開催。
- 12月18日 - 20日 : BNF+会員限定海外ツアー第2弾「Brand New Vibeと巡る! 食べて遊んでライブで騒ぐ! スペシャル台湾ツアー!」、中華民国（台湾）台北市にて開催。
- 12月25日 : Brand New Family+限定クリスマスイベント「Brand New Vibeと一緒にクリスマス!」、渋谷VUENOS にて開催。
- 12月31日 : 「Brand New Vibe大晦日スペシャルツイキャス！」、14:00よりBrand New Vibe公式アカウントにて配信。

### 2016年
- 1月3日 : 「Brand New Family+ MEETING ~新春大新年会 2016~」、六本木morph-tokyoにて開催。
- 1月10日 : 「Brand New VibeのワンマンParty Night☆ Vol.10~Nautical Star 共にその向こうへ~」、Zepp Diversity(Tokyo) にて開催[4]。
- 2月9日 : ホノルル駅伝部 × Run Pit エンジョイラン企画として「ホノルル駅伝 部活動@皇居」、Run Pit by au Smart Sportsにて開催。第1弾ゲストランナーにKEI（ホノルル駅伝部の男子部長に就任）とyuyaが参加[23]。
  - 2月23日 : 第2弾ゲストランナーにKEIとNobuが参加[24]。
- 2月19日 : 「映画『復讐したい』Special Battle Night」、TSUTAYA O-WESTにて開催。
- 2月29日 : 「palooza presents Brand New Vibeの裏ワンマンParty Night☆~Zepp DiverCity 騒ぎ足りないヤツらの後夜祭!4年に一度のうるう年Special!~」、柏PALOOZAにて開催。
- 3月19日 - 6月12日 : 初の全国ツーマン・ツアー「Brand New Vibe presents We are come from MCD!! ~ツーマン町田最強伝説2016~」を開催[25]。
  - 5月15日 : 柏公演内で同年7月27日に10thシングル「#ROTS」のリリースを発表。また、リリース日まで月に1曲ずつ収録曲を配信。第1弾は同年5月25日に『うりゃおい。』[26]、第2弾は同年6月29日に『SHAKE Rock!!』の配信がスタート。
  - 6月12日 : 町田公演内で秋に全国ワンマンツアー「Brand New Vibe Oneman Tour 2016-2017」の開催を発表[27]。
- 3月20日 : 「メンバーと鑑賞!世界最速! BNV LIVE FILM Vol.2試写会」、エル・パーク仙台 にて開催[28]。
- 3月30日 : 5th LIVE DVD「BNV LIVE FILM Vol.2~Voyage to Nautical Star!! 2016~」を発売[29]。それに伴い、3月29日から4月3日まで発売週イベントを開催[30]。
- 5月20日・21日 - 25日 : BNF+会員限定ツアー「Brand New Vibeファンクラブツアー in Hawaii ~Run of the SUN!! ~ ホノルル5・6日間」、アメリカ合衆国ハワイ州オアフ島ホノルル市にて開催。
  - 5月22日（日本時間は5月23日） : 「第4回ホノルル駅伝&音楽フェス2016」、ゲストランナーとして出演[31]。
- 6月24日 : 「PALOOZA&BNV presents We are come from MCD!!〜ツーマン町田最強伝説2016〜 柏特別番外編」、柏PALOOZAにて開催[32]。
- 7月3日 : 「Brand New Vibe×OTODAMA 夕暮れが合図♪ Sunset Beach Party!!」、音霊 SEA STUDIO 2016にて開催[33]。また、「Brand New Vibe Oneman Tour 2016-2017」のグランドファイナルを2017年1月14日にZepp DiverCity(TOKYO)にて開催することを発表。
- 7月22日 - 8月7日 : テレビ朝日系列の音楽番組「Break Out」プロデュースにて「Brand New Vibe × SWEETS PARADISE」のコラボレーションをスイーツパラダイス町田モディ店にて開催[34]。
  - 11月25日 - 12月18日 : Best Album「BNV Best Selection」の発売を祝い、テレビ朝日系列全国放送の音楽番組「BREAK OUT」プロデュースにて「Brand New Vibe × SWEETS PARADISE」第2弾をスイーツパラダイス町田モディ店にて開催[35]。
- 7月23日 : 「夏のFCイベント第1弾!ブランニュー学園開校!BNV先生と行く!ヒミツの林間学校 Vol.2☆」、小宮ふるさと自然体験学校にて開催[36]。
  - 8月13日 : 夏のFCイベント第2弾として、野外船上フェス「夏クル」への参加が決定。BNV史上初、船上ミニライブを横浜港にて開催[37]。
- 7月27日 : 10thシングル「#ROTS」を発売。それに伴い、7月26日から31日まで発売週イベントを開催[38]。また、収録曲の『#ROTS』がテレビ東京系列の音楽番組「超流派」の7月度レコメンド・ソングに起用[39]。
- 8月5日・14日 : 「カメレオ vs Brand New Vibe 2MAN 関東TOUR（埼玉編・千葉編）」、HEAVEN'S ROCK さいたま新都心VJ-3・柏PALOOZAにて開催[40]。
- 8月24日 : 10thシングル「#ROTS」の音楽配信がスタート。
- 9月7日 : 「Brand New Vibe 5th Anniversary Party」、TSUTAYA O-WESTにて開催。公演中にBrand New Vibe初のベストアルバム「BNV Best Selection」を同年11月30日にリリースすることを発表[41]。
- 9月11日 - 11月20日 : 「Brand New Vibe Oneman Tour 2016-2017」を開催[27]。
- 9月19日 : 「PALOOZA presents Brand New Vibe メジャーデビュー5th. Anniversary」、柏PALOOZAにて開催。
- 11月30日 : Best Album「BNV Best Selection」を発売。それに伴い、11月29日から12月4日まで発売週イベントを開催[42]。
- 12月11日 : 「2017.1.14 Zepp DiverCityワンマンに向けて、ツイキャス決起集会！！」、17:00よりBrand New Vibe公式アカウントにて配信。
- 12月23日 - 25日 : 「Brand New Family+限定クリスマスイベント」、名古屋ell FITS ALL・渋谷VUENOS・阿倍野ROCKTOWNにて開催[43]。
- 12月30日 : 「2017.1.14 Zepp DiverCityをひかえたBNVの年末ツイキャススペシャル！！（2016年最後のツイキャス）」、20:00よりBrand New Vibe公式アカウントにて配信。
- 12月31日 : 「PALOOZA presents Brand New Vibe Road to Zepp DiverCity Special Countdown Party to 2017」、柏PALOOZAにて開催。

### 2017年
- 1月4日 : 「Brand New Family+ MEETING ~新春大新年会 2017~」、六本木morph-tokyoにて開催。
- 1月8日 : 「2017.1.14 Zepp DiverCityワンマンに向けて、ラスト！！ツイキャス決起集会！！（2017年最初のツイキャス）」、18:00よりBrand New Vibe公式アカウントにて配信。
- 1月13日 : 「2017.1.14 Zepp DiverCity 前日ツイキャス！！！」、17:00よりBrand New Vibe公式アカウントにて配信。
- 1月14日 : 「Brand New Vibe Oneman Tour 2016-2017 Grand Final」、Zepp DiverCity(TOKYO)にて開催[44]。重大発表で本公演の模様がDVD化し、同年3月29日にリリース、「IMAGE」「ショウネンナイフ」「Wonderful World」を収録した作品をリリース、今春から夏にかけて全国ワンマンツアーがスタートし、ツアーファイナルは彼らの聖地「町田市民ホール」にて開催。
- 1月22日 : 「2017.1.14 Zepp DiverCity ありがとうございました！ツイキャス」、19:00よりBrand New Vibe公式アカウントにて配信。
- 2月1日 : 不定期で配信していたツイキャスが、同日より毎週水曜日21:00からの定期配信「Brand New VibeのShare ON Line♪~BNF拡大計画~」が決定[45]。Brand New Vibe公式アカウントにて配信。
- 2月4日 : 「PALOOZA presents Brand New Vibeの裏ワンマン Party Night☆~Zepp DiverCity 騒ぎ足りない奴らの後夜祭!2017 Ver.~」、柏PALOOZAにて開催。Brand New Vibe史上最多曲数のセットリスト（41曲）を披露。
- 3月29日 : 6th LIVE DVD「BNV LIVE FILM Vol.3~Thanks for The 5th Anniversary~」を発売。それに伴い、3月28日から4月2日まで発売週イベントを開催[46]。
- 4月22日 - 8月20日 : ワンマンライブツアー「Brand New Vibe Wonderful World Tour 2017」を全国16都市18公演で開催[47]。

## ディスコグラフィ

### 参加作品
| 発売日         | タイトル                                   | 規格品番   | 楽曲                                             |
| -------------- | ------------------------------------------ | ---------- | ------------------------------------------------ |
| 2009年6月5日   | わんだ☆For~Wonderland ONLINE               | HOSH-2041  | いつかの誓い（feat. HARU） Dream World           |
| 2012年12月5日  | アイのうた5                                | UICZ-8106  | キミへ                                           |
| 2013年3月13日  | I LOVE mama PRESENTS MAMA SONGS            | UPCH-20315 | Life~生まれてくれてありがとう~ [I LOVE mama Mix] |
| 2013年11月20日 | アイのうた6                                | UICZ-8129  | Superstar                                        |
| 2015年12月16日 | J-POP STREET!! 桃MIX MIXED BY DJ WILDPARTY | UICZ-8171  | Silent Snow                                      |

## ミュージックビデオ
| 監督        | 曲名 |
| ----------- | --- |
| 須永秀明    | 「JUST GO!!」「恋愛シンドローム」「キミへ」「Life ~生まれてくれてありがとう~」 |
| 飯塚(S)充洋 | 「Vivid Days」 |
| Dj HiRo     | 「TOKYO ZOMBIE」 |
| 不明        | 「Superstar」「僕のキモチ」「Glasses-ココロのメガネ-」「ライバル」「セクシー☆ビーチ」 「Silent Snow」「#ROTS」「Wonderful World」「Beautiful」「僕らの生きる意味」 「Squall」「オヒトリサマ」 |

## Brand New VibeのShare ON Line♪~BNF拡大計画~
Brand New VibeのShare ON Line♪~BNF拡大計画~（ブラン ニュー バイブのシェア オン ライン♪~ビーエヌエフかくだいけいかく~）は、ツイキャス公式アカウント で2017年2月1日から2018年1月31日まで毎週水曜日に配信していたBrand New Vibeの生トーク番組。配信時間は21:00 - 22:00（開始終了時間の誤差あり）で、全52回。
番組のコンセプトは、たくさんの方にBrand New Vibeを知ってもらうために実施し、日頃から応援をしてくれているBrand New Familyはもちろん、初見の方も巻き込んで、Brand New Familyを楽しく真面目に拡大していく。

### 公式サイト
- keitaro Official web site
- Nobu official website
- Brand New Vibe official web site[リンク切れ]
- Brand New Vibe - UNIVERSAL MUSIC JAPAN

### SNS
- Brand New Vibeオフィシャルブログ「You are my Superstar!!」 - Ameba Blog
- けいたろう (運営Staff) (@BrandNewVibe) - X（旧Twitter）
- けいたろう🦁 (@BNV__KEI) - X（旧Twitter）
- Nobu (@Nobu__1116) - X（旧Twitter）
- Ryo (@Ryo__mcd) - X（旧Twitter）
- SHIGE (@SHIGE__0518) - X（旧Twitter）
- Bassist.yuya (@Bassman_yuya) - X（旧Twitter）
- MAa (@MAa__MCD) - X（旧Twitter）
- けいたろう Keitaro🦁 (@keitaro_bnv_0507) - Instagram
- Nobu (@nobu__1116) - Instagram
- Ryo (@ryo_0829_mcd) - Instagram
- SHIGE (@shige__0518) - Instagram
- 大西 祐矢 (@bassman_yuya) - Instagram
- MAa (@maa_mcd) - Instagram
- Brand New Channel - YouTubeチャンネル
LINEアプリ → ホームまたはトークの検索窓に“けいたろう”を入力 → 「公式アカウント」タブを選択
- Brand New Vibe (Staff) (@BrandNewVibe) - ツイキャス

### WEB
- Brand New Vibe - ORICON NEWS